# Bosboterbloem
De bosboterbloem (Ranunculus polyanthemos subsp. nemorosus, synoniem: Ranunculus nemorosus) is een plant uit de ranonkelfamilie (Ranunculaceae). De ondersoort staat op de Nederlandse Rode lijst van planten als zeer zeldzaam en zeer sterk in aantal afgenomen. Deze plant is wettelijk beschermd sinds 1 januari 2017 door de Wet Natuurbescherming.
De plant komt in Nederland alleen in de omgeving van Nijmegen en in Zuid-Limburg voor.
De bosboterbloem onderscheidt zich van de kalkboterbloem, doordat bij
- de kalkboterbloem de snavel van de vruchtjes sterk gekromd is, maar niet naar binnen gekruld en bij de bosboterbloem de snavel van de vruchtjes naar binnen omgekruld is.
- de kalkboterbloem de bladslippen tamelijk smal en bij de bosboterbloem deze tamelijk breed zijn.

De bosboterbloem kan tot 90 cm hoog worden, heeft een rechtopstaande stengel en vormt geen uitlopers. De plant is behaard met sterk afstaande haren. De bladeren zijn diep ingesneden. De plant bloeit in mei met goudgele bloemen. De kelkblaadjes staan evenals de kroonbladen uitgespreid en de stampertjes vormen met elkaar een bol. De bloemstelen zijn overlangs gegroefd.
De vruchtjes zijn kaal en hebben een gekromde snavel.